# Рокитне (Коростенський район)
Роки́тне — село в Україні, у Словечанській сільській громаді Коростенського району Житомирської області. Населення становить 88 осіб.

## Історія
Станом на 17.12.1926 року значиться в списках населених пунктів Коростенської округи як хутір Ракитки Листвинської сільської ради Словечанського району. У 1941-1943 рр. центр Рокитнівської сільської управи. З 30.12.1962 року у складі Овруцького району. З 2020 у складі Словечанської ТГ та Коростенського району Житомирської області.

## Транспорт
- Возлякове (зупинний пункт)